# Свердруп, Георг
Георг Свердруп (норв. Georg Sverdrup; 25 апреля 1770, Нерёй, Нур-Трёнделаг — 8 декабря 1850, Христиания) — норвежский политический и государственный деятель, филолог, философ, лингвист, библиотекарь
, педагог. Первый профессор классических наук в Норвегии.

## Биография
Сын юриста Педера Якоба Свердрупа, скопившего большое состояние и на момент кончины (в 1795 году) владевшего сорока девятью земельными участками и фермами, которые обеспечили его потомкам благосостояние.
В 1789 году поступил в Копенгагенский университет. Получил диплом филолога. С 1799 года учительствовал, пока с 1805 г. не стал профессором греческого языка в Копенгагенском университете и с 1813 г. во вновь созданном университете Осло, в 1831—1841 годах — профессор философии. Был сторонником классического образования с упором на латинский и греческий языки в начальных и высших школах.
Участвовал в создании и с 1813 по 1845 год был первым директором Библиотеки университета Осло, долгое время игравшей роль национальной библиотеки Норвегии.
Один из лидеров Партии независимости.
В 1814 году принимал участие в Учредительном собрании Норвегии, которое приняло Конституцию Норвегии. Был членом Конституционного комитета. Во время разработки конституции Свердруп был одним из главных авторов пункта, который запрещал евреям въезд в Норвегию. Занимал пост президента Национального собрания 17 мая 1814 года. В 1818—1820 и 1824—1826 годах избирался депутатом парламента Норвегии — стортинга.
Его племянником был Юхан Свердруп, первый премьер-министр Норвегии после введения в стране парламентской монархии (1884—1889).
Похоронен на Спасском кладбище Осло.